# Valaská
Valaská este o comună slovacă, aflată în districtul Brezno din regiunea Banská Bystrica. Localitatea se află la altitudinea de 489 m deasupra n.m., se întinde pe o suprafață de 63,31 km2 și în 2017 număra 3.726 de locuitori.

## Istoric
Localitatea Valaská este atestată documentar din 1470.

## Demografie
| An:                | 1994 | 2004   | 2014   | 2024    |
| ------------------ | ---- | ------ | ------ | ------- |
| Număr de persoane: | 3867 | 3908   | 3826   | 3336    |
| Diferență:         |      | +1,06% | −2,09% | −12,80% |

| An:                | 2023 | 2024   |
| ------------------ | ---- | ------ |
| Număr de persoane: | 3340 | 3336   |
| Diferență:         |      | −0,11% |